# Ponte Internacional José Antonio Páez

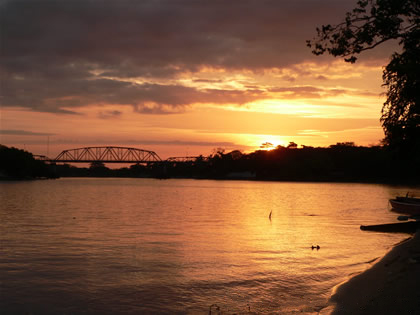
Ponte Internacional José Antonio Páez.

A Ponte Internacional José Antonio Páez cruza a fronteira sobre o rio Arauca que liga a populações de El Amparo (Apure) na Venezuela e Arauca na Colômbia.
Esta ponte foi construída pelos governos da Colômbia e Venezuela durante os anos de 1964 e 1967, e constitui a principal rota para o transporte de petróleo e bens da região.